# Bélapátfalva

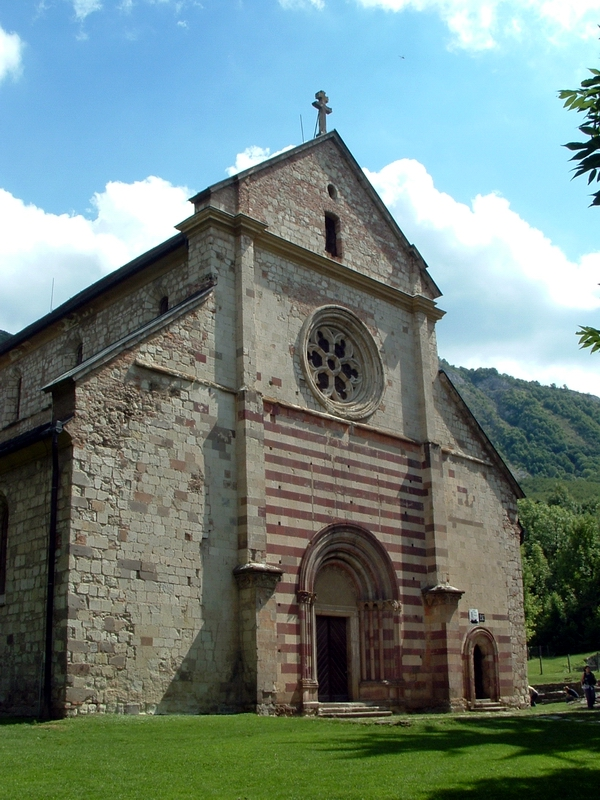
Abbazia cistercense - vista frontale

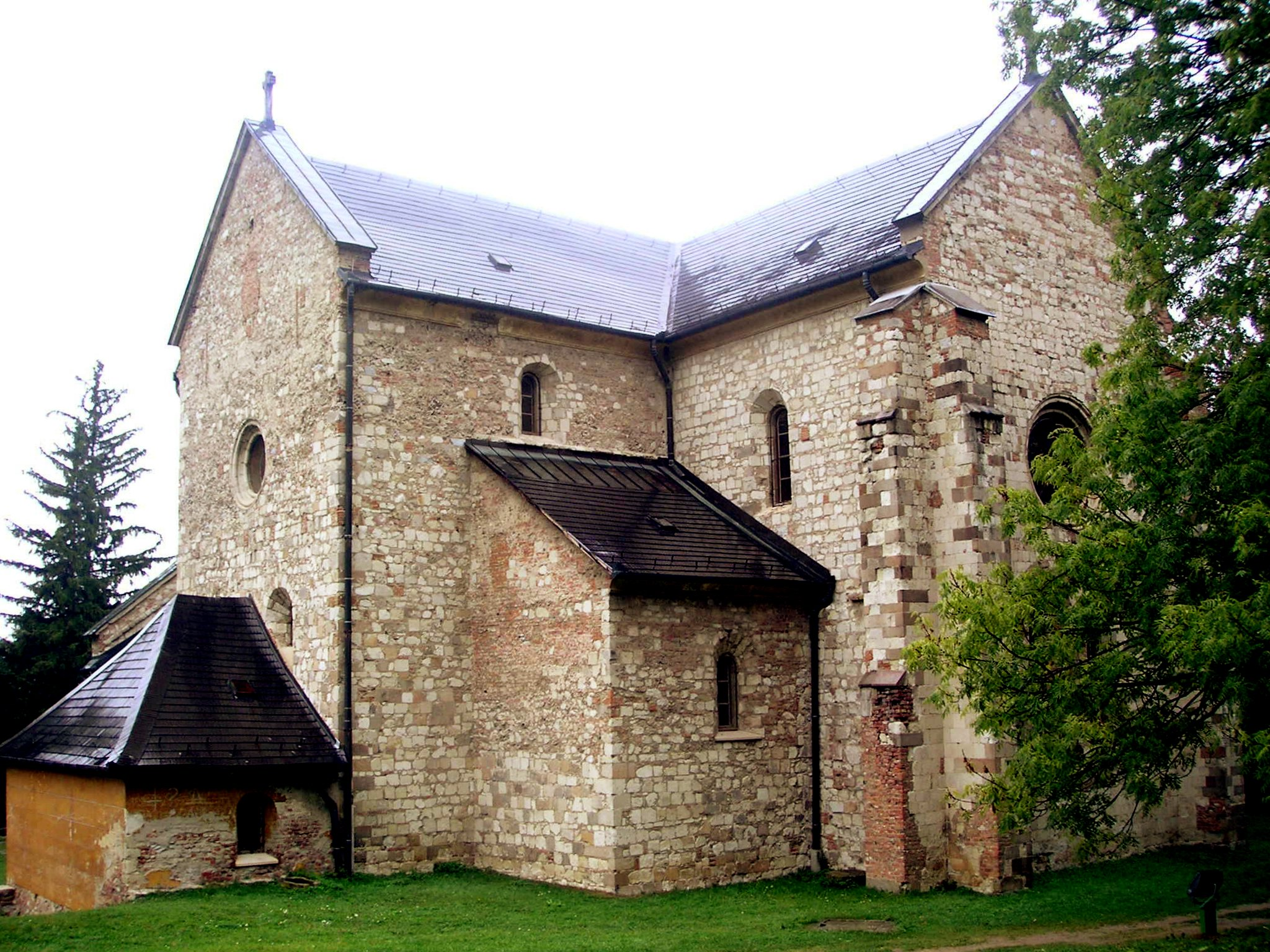
Abbazia cistercense - vista laterale

Bélapátfalva è una città dell'Ungheria nord-orientale, si trova nella contea di Heves a nord di Eger, ai piedi dei monti Bükk.
Vi si trova una chiesa cistercense che costituisce l'esempio meglio conservato di architettura romanica in Ungheria.